# Abimael Guzmán
Manuel Rubén Abimael Guzmán Reinoso (Mollendo, 3 de diciembre de 1934-Callao, 11 de septiembre de 2021), conocido por el nombre de guerra «camarada o presidente Gonzalo» o «camarada Juan» (pseudónimo para contactarse con sus aliados en el extranjero), fue un profesor universitario de filosofía, filósofo, ideólogo, político, partisano maoísta y terrorista peruano, fundador y máximo cabecilla del Partido Comunista del Perú-Sendero Luminoso (PCP-SL), un partido comunista antirrevisionista revolucionario y grupo armado de ideología marxista-leninista-maoísta fundado en 1970. Fue quien dio comienzo al «conflicto armado interno» en Perú entre 1980 y 2000. Guzmán fue el ideólogo detrás del denominado Pensamiento Gonzalo y la «cuota de sangre».
Denunciado por terrorismo, Guzmán fue capturado el 12 de septiembre de 1992 en una residencia del distrito de Surquillo (Lima) en el transcurso de la Operación Victoria. Este operativo policial fue ejecutado por el Grupo Especial de Inteligencia (GEIN) de la Dirección Nacional contra el Terrorismo (Dircote) y comandado por el general Ketín Vidal de la Policía Nacional peruana. Después de su captura, fue juzgado terrorismo por un tribunal militar sin rostro, encontrado culpable y sentenciado a cadena perpetua. En prisión, impulsó el "Acuerdo de Paz" como estrategia para la reconstitución de su partido. En 2000, suspendió el "acuerdo" y pasó a una nueva estrategia denominada "Solución política" para derogar las leyes antisubversivas e impulsar su liberación. Su sentencia fue anulada en 2003 por el Tribunal Constitucional peruano, quien consideró inconstitucionales varios decretos presidenciales que autorizaban la ejecución de juicios secretos. Guzmán, recluido junto a otros miembros del alto mando de Sendero Luminoso y el MRTA en la base naval de la Marina de Guerra del Perú en el Callao, fue sometido a un nuevo proceso judicial, entre septiembre de 2005 y octubre de 2006, el cual concluyó con la condena de Guzmán a cadena perpetua. 
Guzmán y Sendero Luminoso aplicaron la violencia contra campesinos, dirigentes sindicales y oficiales que consideraban colaboradores del Estado peruano. Su organización, Sendero Luminoso, es considerada terrorista por el gobierno de Estados Unidos, el gobierno de Canadá y la Unión Europea. Los dos primeros, además, prohíben a sus ciudadanos proveerles de fondos u otro apoyo financiero. 
Su fallecimiento se produjo mientras cumplía sentencia en el Centro de Reclusión de Máxima Seguridad de la Base Naval del Callao.

## Infancia y juventud
Nació en Mollendo, ciudad porteña de la provincia de Islay, en la región peruana de Arequipa. Fue hijo natural de Abimael Guzmán Silva, un contador que tuvo 10 hijos con mujeres distintas, y de Berenice Reinoso Cervantes. Nacido de una relación ocasional, su padre lo reconoció doce días después de su nacimiento. Guzmán estudió en una escuela del puerto de Mollendo donde aprendió a leer y escribir. En 1940, se embarcó junto a su madre hacia Sicuani debido a la relación que inició Berenice con un comerciante palestino. Sin embargo, el comerciante palestino no aceptaba a Abimael por lo que su madre, en 1942, partió junto a Abimael de Sicuani hacia Arequipa y en Arequipa tomaron un bus hacia Chimbote. En Chimbote, la madre de Abimael lo dejó a cargo de su abuelo partiendo ella de regreso a Sicuani. En Chimbote, Abimael ingresaría como ayudante en un taller de relojería. Debido a un pedido de su madre, Abimael fue trasladado al Callao para que pudiera retomar sus estudios. En 1944, Abimael reiniciaría sus estudios en el colegio Alberto Secada Sotomayor viviendo en la casa de un hermano de su madre. En 1948, ingresaría al Colegio Nacional Dos de Mayo. Al año siguiente, fue operado de emergencia por una peritonitis en el Hospital Daniel Alcides Carrión.
En 1949, por presión de una prima de su padre, Abimael viajó del Callao hacia Arequipa, donde ayudó a su padre en tareas de contabilidad. Allí vivió con su padre y su esposa Laura Lorquera Gómez de Guzmán. Estudió secundaria en el Colegio La Salle. Al terminar el colegio, Abimael decidió postular a la Escuela de Infantería del Ejército, pero, a la edad de 19 años, comenzó sus estudios superiores de Derecho y Filosofía en la Universidad Nacional de San Agustín (UNSA), en Arequipa, donde sería delegado estudiantil de la Facultad de Letras. Sus compañeros de clase luego lo describirían como tímido, disciplinado, obsesivo y ascético. Atraído por el marxismo, su pensamiento político fue influido por el libro Siete ensayos de interpretación de la realidad peruana de José Carlos Mariátegui, fundador del Partido Comunista Peruano, a la par que defendía en disputas ideológicas a Iósif Stalin. Además, leyó el "Manifiesto Comunista" (de Marx y Engels), "El imperialismo, fase superior del capitalismo" (de Lenin), "El Estado y la revolución" (de Lenin), "Qué hacer" (de Lenin), "Los fundamentos del leninismo" (de Stalin), "La nueva democracia" (de Mao), "Anti-Dühring" (de Engels), "El Capital" (de Marx), entre otros libros marxistas. Solicitó su afiliación al Partido Comunista de Arequipa, impulsado principalmente por el levantamiento de Arequipa de la que fue testigo, pero no fue aceptado. Por otra parte, fue parte del grupo cultural "Hombre y Mundo".
Mantuvo una relación con una viuda joven y luego con una joven arequipeña, sin embargo, el padre de la joven rompió la relación. Abimael la volvería a ver unos meses después en una fiesta pero el reencuentro entre ambos terminaría abruptamente. En 1958, ayudó a su maestro Miguel Ángel Rodríguez Rivas en el inventario de daños tras el terremoto de Arequipa de aquel año. Rodríguez Rivas sería el encargado de introducir a Abimael Guzmán en la filosofía y en la lectura de libros marxistas.
En Arequipa, Guzmán completó los bachilleratos en Derecho y Filosofía en la Universidad Nacional de San Agustín. Sus tesis se titularon El Estado democrático burgués y Acerca de la teoría del espacio de Kant. Los jurados de su tesis en Filosofía fueron Manuel Zevallos Vera, Gustavo Quintanilla Paulet, Antero Peralta, Walter Garaycochea y Enrique Azálgara Ballón. Guzmán dedicaría su tesis a Rodríguez Rivas y se basaría en postulados marxistas para su elaboración. Al terminar sus estudios, fue amanuense en un estudio de abogados. Participó en disputas dentro de la UNSA para sacar a profesores de ideología no marxista de la universidad e incorporar profesores marxistas. También participó en la conformación del Frente de Liberación Nacional (FLN), aunque se opuso al uso de ese nombre para las elecciones de 1962.

## Docente

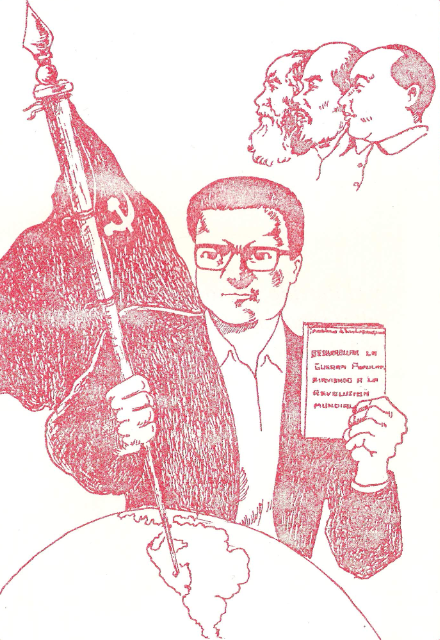
Ilustración de Sendero Luminoso en que se ve Abimael Guzmán como la «cuarta espada del comunismo».

En 1962 Guzmán fue contratado como catedrático de filosofía por el rector de la Universidad Nacional San Cristóbal de Huamanga (UNSCH), en Ayacucho, ciudad situada en el centro de los Andes peruanos. Por aquel entonces era conocido como "Camarada Álvaro". El rector de la UNSCH era Efraín Morote Best, un antropólogo que algunos consideran el verdadero líder intelectual de Sendero Luminoso (Guzmán lo conocería a través de Luis Lumbreras y Álvaro Villavicencio). Por iniciativa de Morote, Guzmán estudió quechua, lengua hablada por la mayor parte de la población andina previa a la colonización española; a la par se volvió activo en círculos políticos de izquierda. Morote, además, impulsó el ingreso de profesores politizados de la Universidad Enrique Guzmán y Valle "La Cantuta" a la UNSCH. Bajo impulso de los "cantuteros" se crearía en 1964 los Planteles de Aplicación Guamán Poma de Ayala, donde Guzmán llegaría a adoctrinar diversos alumnos destacando la futura terrorista Edith Lagos. Además, Guzmán sería Director del Ciclo Básico de Estudios Generales y lograría tener influencia en la Facultad de Educación y en el Frente Estudiantil Revolucionario (FER). También fue integrante del Comité Regional del Partido Comunista y organizador de la Juventud Comunista de Ayacucho. Como parte de sus actividades en círculos estudiantiles lograría que la UNSCH sea anfitriona del IX Congreso de Estudiantes del Perú, celebrado en 1963, además de dirigir la expulsión del Cuerpo de Paz, un organismo estadounidense, de la UNSCH. Atrajo a otros académicos de ideas similares comprometidos en hacer la revolución marxista en el Perú. Visitó la República Popular China por primera vez en 1965, en plena Revolución Cultural, pidiendo licencia en la UNSCH alegando una enfermedad. En el viaje a la China maoísta pasaría por Suiza, la República Socialista Checoslovaca y la Unión Soviética. Estando en China recibiría formación ideológica en la Escuela de Pekín y en la Escuela de Nankín recibiría formación militar. Luego de ejercer como jefe de personal en la Universidad San Cristóbal de Huamanga, Guzmán dejó la institución a mediados de la década de 1960 y pasó a la clandestinidad.
En la década de 1960 el Partido Comunista Peruano (PCP) se fraccionó por disputas ideológicas y personales. Guzmán, que había tomado una posición maoísta, surgió como el líder de la facción conocida como "Partido Comunista Peruano: por el Luminoso Sendero de Mariátegui", cuyo nombre se debe a la frase de Mariátegui: «el marxismo-leninismo es el sendero luminoso del futuro». Adoptó el alias de camarada Gonzalo y comenzó a abogar por una revolución de carácter maoísta dirigida por los campesinos. Sus seguidores peruanos declararon que Guzmán era la «cuarta espada del comunismo» después de Karl Marx, Lenin y Mao Zedong. En sus pronunciamientos políticos, Guzmán alababa la forma en la que el dirigente comunista chino había desarrollado las tesis leninistas acerca del rol del imperialismo en el desarrollo del sistema capitalista burgués. Sostuvo que el imperialismo «últimamente crea disturbios y fracasa, para volverlos a generar y volver a fracasar; y así hasta su ruina final, que se producirá en los próximos 50 o 100 años». En su concepción, Mao aplicó esta ley no solo al imperialismo estadounidense, sino también al «imperialismo social soviético».
En cuanto a la religión, no profesaba ninguna y siempre se consideró ateo y materialista. Como Marx, veía la religión como el opio del pueblo, y la entendía como «un fenómeno social producto de la explotación y que se irá extinguiendo conforme la explotación vaya siendo barrida y una nueva sociedad surgiendo».
En enero de 1979, en el transcurso de una huelga convocada por la Confederación General de Trabajadores del Perú (CGTP) ante el Gobierno Revolucionario de las Fuerzas Armadas, Guzmán fue arrestado en Lima en la casa de su suegro Carlos La Torre por supuestamente ser partícipe de la huelga. En ese momento, el suboficial Pablo Aguirre, perteneciente a la Dirección de Seguridad del Estado, se apersonó para dialogar con Guzmán. Guzmán le manifestó que "usted sabe bien que yo no estoy en estas cosas ¿Qué vamos a sacar nosotros con paros?" y que aunque estaban en camino de iniciar la lucha armada "depende de las masas cuándo vamos a comenzar”. Los familiares de Guzmán y algunos miembros de Sendero Luminoso se reunieron con la abogada Laura Caller y ella le recomendó un abogado llamado Horacio Alvarado. A través de diversos contactos y acciones legales, Guzmán consiguió su liberación unos días después.

## Actividad en Sendero Luminoso (1980-1992)

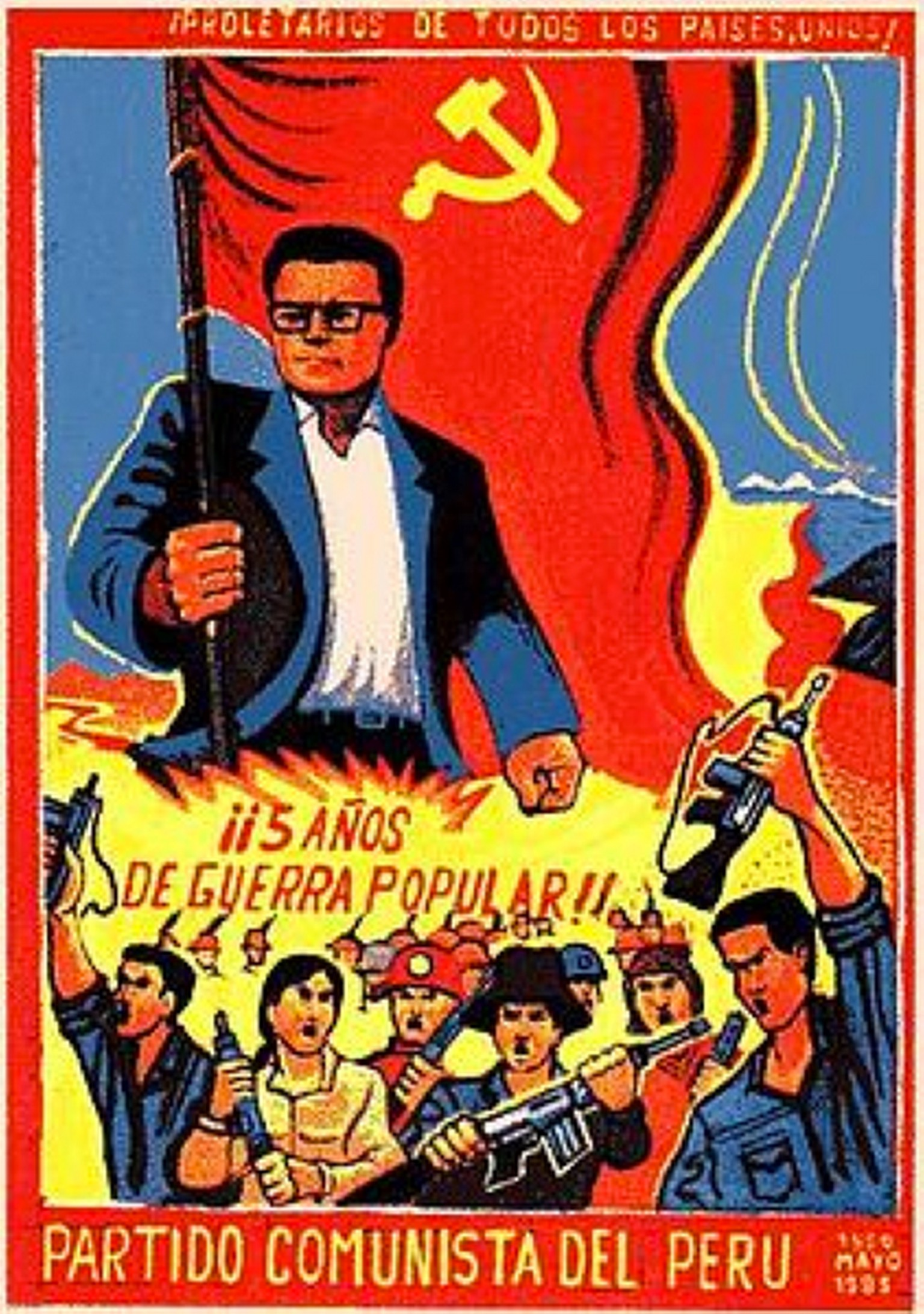
Cartel de Sendero Luminoso celebrando cinco años de «guerra popular», se puede apreciar la imagen de Abimael Guzmán sosteniendo la bandera adoptada por el grupo revolucionario.

En sus inicios, Sendero Luminoso se redujo a círculos académicos en las universidades peruanas. Sin embargo, a comienzos de la década de 1980, el movimiento se convirtió en un grupo subversivo centrado en Ayacucho. El 17 de mayo de 1980 el grupo proclamó el inicio de la lucha armada contra el Estado peruano. Su primera acción fue la quema de papeletas electorales en Chuschi, un pueblo cercano a Ayacucho, con el propósito de irrumpir contra las primeras elecciones que se celebraban en Perú desde 1963 debido a la interrupción de la democracia por parte del gobierno militar. Posteriormente, Sendero Luminoso creció hasta llegar a controlar vastos territorios rurales en el centro y sur del país, teniendo presencia incluso en áreas cercanas a Lima en donde perpetraron numerosos ataques terroristas. El propósito de la campaña armada de Sendero era desmoralizar y socavar al Gobierno y pueblo peruanos para crear una situación conducente a un golpe de Estado que llevase a los terroristas al poder.
Sendero Luminoso no solo atacó a las Fuerzas Armadas y a la policía peruana, sino también a civiles de todas las clases sociales, empleados gubernamentales de todos los niveles y a otros militantes de izquierda como el Movimiento Revolucionario Túpac Amaru (MRTA), trabajadores que no participaron en las huelgas y paros armados organizados por el grupo subversivo y campesinos que colaboraran con el Gobierno peruano en cualquier forma (incluyendo votar en las elecciones). La Comisión de la Verdad y Reconciliación, estimó que el conflicto armado interno en el Perú se cobró la vida de más de 77000 personas, un 54% a manos de Sendero Luminoso, un 1% por parte del MRTA y 45% por parte de las Fuerzas Armadas, las fuerzas policiales o las rondas armadas de campesinos apoyadas por el gobierno. Un estudio de 2019 cuestionó las cifras de víctimas de la Comisión de la Verdad y Reconciliación, estimando en cambio «un total de 48.000 asesinatos, sustancialmente inferior a la estimación de la CVR" y concluyendo que "el Estado peruano tiene una participación significativamente mayor que Sendero Luminoso.»
Sendero Luminoso promovió las ideas y escritos de Abimael Guzmán bajo el nombre de «Pensamiento Gonzalo», un desarrollo de las ideas del marxismo-leninismo-maoísmo con el objetivo de lograr su aplicación en Perú. En 1989 "Gonzalo" declaró que Sendero Luminoso había progresado de ser una guerrilla a hacer una «guerra de movimientos». Añadió que este era el paso a seguir para lograr un «equilibrio estratégico en el futuro cercano». Guzmán reclamó que este equilibrio se manifestaría por la ingobernabilidad bajo el «viejo régimen». Llegado ese momento, Guzmán creía que Sendero Luminoso estaría listo para continuar con su «estrategia ofensiva» y, finalmente, tomar el poder.

## Captura
El 12 de septiembre de 1992, el GEIN realizó la operación Victoria, irrumpiendo en una casa del distrito de Surquillo y atrapando a Guzmán, Elena Iparraguirre y dos mujeres más: Laura Zambrano Padilla, encargada de recaudar los dólares cobrados al narcotráfico por protección y María Pantoja, la tercera al mando dentro de la estructura de Sendero. La bailarina Maritza Garrido Lecca fue hallada en el primer piso de la casa con su pareja y unos amigos. Garrido Lecca fue llevada a la sede de la Dirección contra el Terrorismo (DIRCOTE) y luego de 15 días a una base militar en La Joya, Arequipa. Tras su captura, el mando de la organización fue tomado por Óscar Ramírez Durand, capturado en 1999 durante la Operación Cerco 99.

## Juicio y encarcelamiento

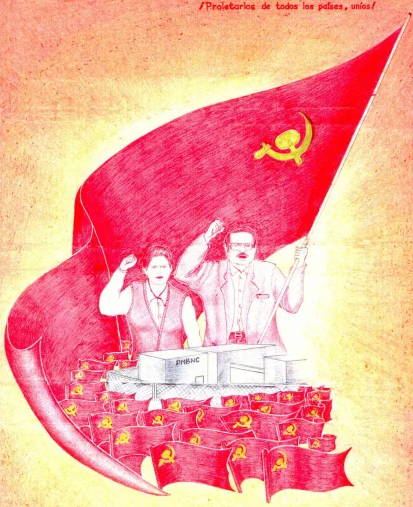
Cartel de Sendero Luminoso exigiendo su liberación junto con la Camarada Miriam del año 2000.

Guzmán fue juzgado por una corte militar de jueces sin rostro (encapuchados para que no pudieran ser reconocidos, amenazados y amedrentados por los terroristas) bajo las provisiones adoptadas por el gobierno de Alberto Fujimori. Después de un juicio de tres días, Guzmán fue condenado a cadena perpetua y encarcelado en la prisión de la base naval en Callao, cerca de Lima, donde continuó preso hasta su fallecimiento. Luego de su arresto Guzmán negoció con el asesor presidencial Vladimiro Montesinos con miras a recibir ciertos beneficios a cambio de poner fin a las actividades terroristas de Sendero Luminoso. Guzmán apareció varias veces en la televisión peruana y en 1993 declaró públicamente el acuerdo de paz con el Gobierno peruano. Esta declaración dividió el movimiento senderista y suscitó preguntas sobre el futuro de la organización. Algunos lo aceptaron como un signo de derrota, otros no aceptaban la realidad y sostuvieron que era un argumento falso hecho bajo presión.
En 2003, tras la caída del fujimorato, más de 5000 simpatizantes senderistas presentaron una apelación al Tribunal Constitucional del Perú pidiendo que fueran anulados los veredictos contra Guzmán y otros 1800 prisioneros convictos por actividades terroristas. El tribunal accedió, declaró inconstitucional el juicio militar y mandó celebrar un nuevo juicio en las cortes civiles. Guzmán sería de nuevo juzgado al año siguiente.
El nuevo juicio de Abimael Guzmán comenzó el 5 de noviembre de 2004. Luego de que los tres jueces, Dante Terrel, Carlos Manrique y José de Vinatea no supieron impedir que Guzmán convirtiese en un mitin la vista preliminar al gritar consignas políticas y gesticular desafiante a los espectadores, muchos políticos y miembros de la prensa los acusaron de ser demasiado clementes con el líder terrorista. Dos de ellos se recusaron. El tercer juicio comenzó en septiembre de 2005, dictándose sentencia el 13 de octubre de 2006 y siendo Guzmán condenado a cadena perpetua por el delito de «terrorismo contra el Estado».
Las ideas políticas de Abimael Guzmán se encuentran recopiladas en su libro Guerra popular en el Perú. El pensamiento Gonzalo.[cita requerida]
Guzmán cumplió su condena en la prisión de la base naval del Callao, al igual que su esposa Elena Iparraguirre ("Camarada Marián"), su segundo al mando en la organización camarada Artemio; además de otros presos de importancia y peligrosidad tales como Víctor Polay Campos, fundador del Movimiento Revolucionario Túpac Amaru (MRTA) y Vladimiro Montesinos (exasesor presidencial de Alberto Fujimori). Abimael Guzmán no pidió perdón ni disculpas públicas a las víctimas del terrorismo que inició en el Perú.

## Publicaciones

#### Libros
- Acerca de la teoría kantiana del espacio, 1961.[52][53]
- El estado democrático - burgués, 1961.[54][55][56]
- For the New Flag, 1981.[57]
- Poemas:Tiempos de guerra, 1989.[58][59]
- Entrevista al Presidente Gonzalo, 1989.[60] Traducido al inglés en 1989 y 1991.[61][62]
- Guerra popular en el Perú: el pensamiento Gonzalo, 1989.[63]
- Presidente Gonzalo rompe el silencio: una necesidad histórica al servicio del pueblo, 1989.[64]
- Sobre la campaña de rectificación con el documento "¡Elecciones, no! ¡Guerra popular, sí!", 1994.[65]
- De puño y letra,  2009.[66][67]
- Memorias desde Némesis, en coautoría con Elena Yparraguirre Revoredo, publicado en el año 2014.[68][69]

## Fallecimiento

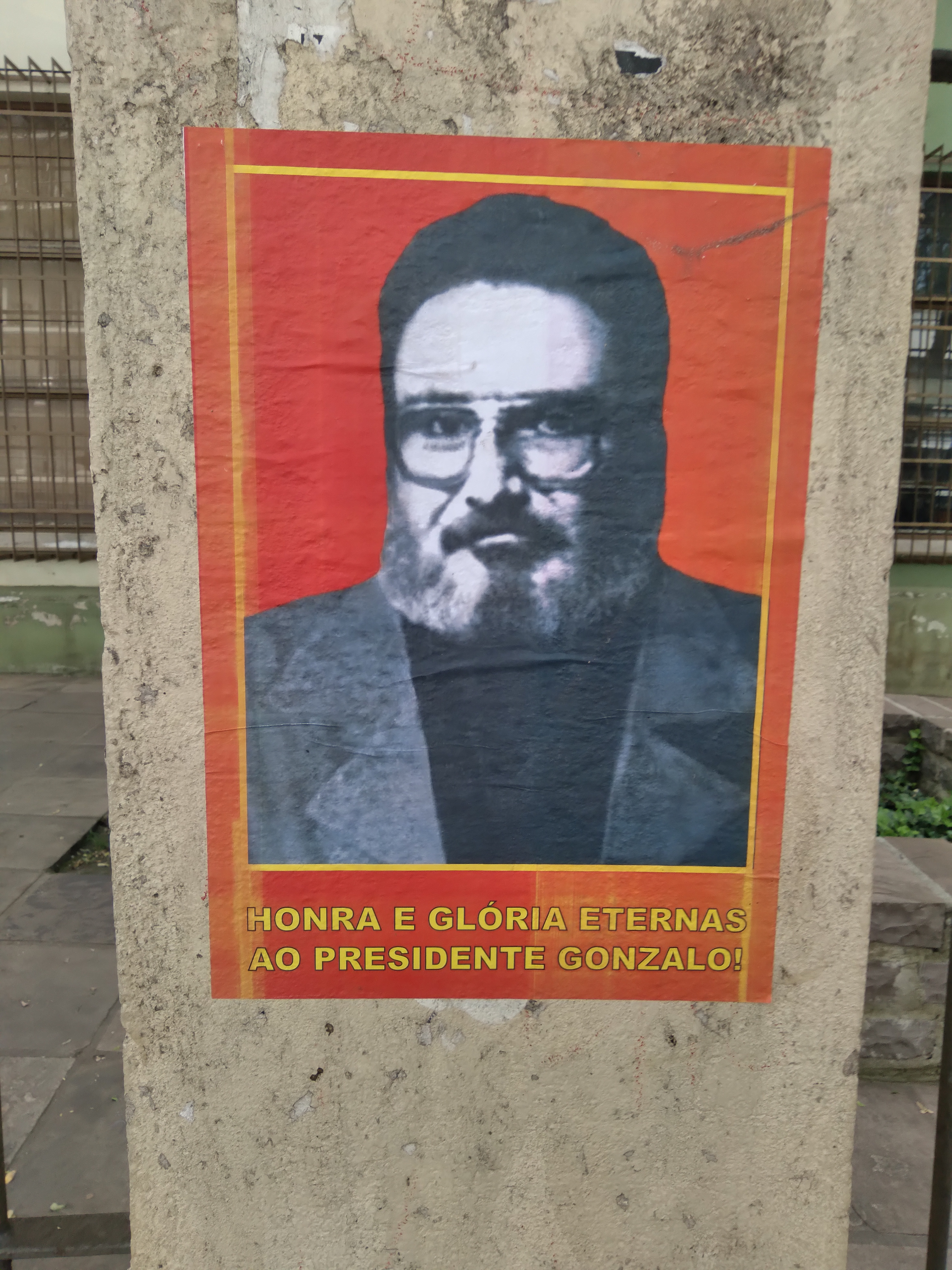
Cartel en Porto Alegre, Brasil en honor a Abimael Guzmán del 14 de octubre del 2021. Dice en portugués "Honor y gloria eterna al presidente Gonzalo".

El 13 de julio de 2021 fue atendido por el Ministerio de Salud dado que no quería ingerir alimentos. Se le realizó una ecografía y exámenes de sangre. Unos días después, el 17 de julio fue trasladado a un hospital para ser monitoreado.
Falleció el sábado 11 de septiembre de 2021 a los 86 años de edad en el Centro de Reclusión de Máxima Seguridad de la Base Naval del Callao, aproximadamente a las 6:40 hora local (01:40 UTC) debido a «complicaciones en su estado de salud», según un comunicado emitido por el propio centro de detención y difundido por el Instituto Nacional Penitenciario. Su muerte se produjo un día antes de conmemorarse 29 años de su captura en la denominada Operación Victoria.
Según el acta del levantamiento del cadáver, su cuerpo fue hallado en posición decúbito supino sobre la cama clínica de su celda. La necropsia, realizada en la Morgue del Callao, determinó que falleció debido a una neumonía bilateral causada por un agente patológico. Se le realizaron pruebas de ADN, dactiloscópicas y antropológicas para confirmar su identidad. Incluso, hubo congresistas que se acercaron a la morgue para corroborar si se trataba o no de él.
El 17 de septiembre de 2021, se publicó la Ley N.º 31352 en el diario oficial El Peruano que modifica la Ley General de Salud del Perú con la finalidad de cremar su cuerpo y dispersar sus restos en un lugar desconocido.
Sus restos fueron cremados en secreto en la madrugada del 24 de septiembre de 2021, en el crematorio del Hospital Naval del Callao.

### Reacciones

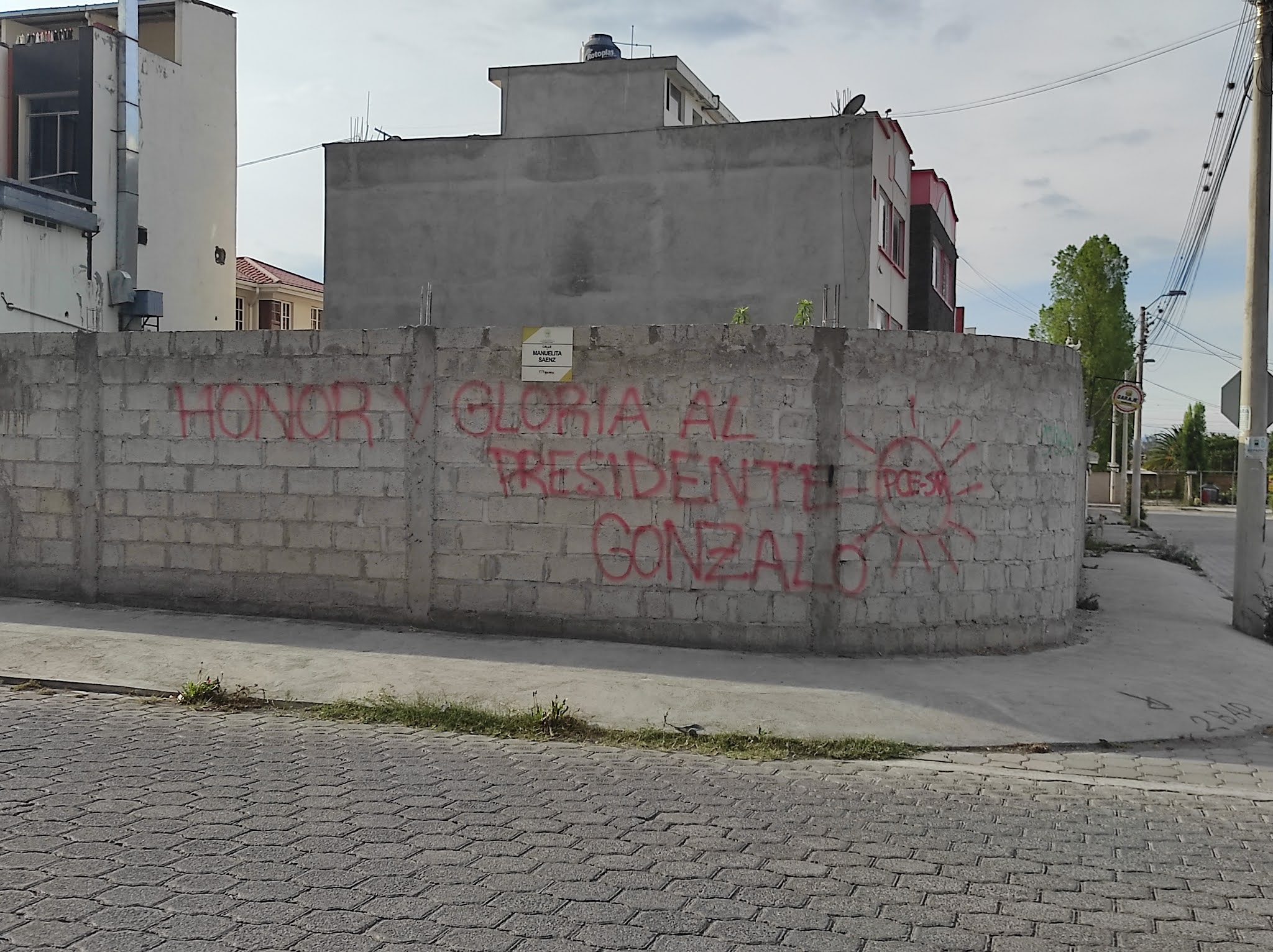
Pintadas proselitistas en Quito, Ecuador, en honor a Guzmán el 1 de octubre de 2023.

El entonces presidente peruano Pedro Castillo se pronunció a través de sus redes sociales confirmando la muerte de Guzmán y ratificando la «posición firme de condena al terrorismo» de su gobierno. Horas más tarde, y a través de su cuenta de Twitter, el ministro de Trabajo, Iber Maraví, comentó que respaldaba el pronunciamiento del mandatario. El ministro de Salud, Hernando Cevallos, declaró a la prensa local que lamentaba el fallecimiento de Guzmán «como el de cualquier persona en el país» y dijo que «nadie puede aplaudir que alguien fallezca independientemente de su pasado». El ministro del Interior, Juan Carrasco, dijo ante la prensa que «hoy ha fallecido el más grande genocida en toda la historia del Perú» y afirmó que el Gobierno será «incisivo contra aquellos remanentes del terrorismo que quedan en el país». El ministro de Defensa, Walter Ayala, manifestó que el Gobierno continuará con la «lucha frontal contra el terrorismo». El titular de Justicia, Aníbal Torres, recordó a la población que «rendirle homenaje, hacer movilizaciones en memoria de Abimael, es apología al terrorismo y que pueden ser procesados por esta razón». El ministro de Economía, Pedro Francke, expresó a través de su Twitter que la muerte de Guzmán «no borrará sus crímenes».
La expresidenta del Congreso, Maricarmen Alva, manifestó que piensa en las víctimas del terrorismo y en la deuda que el Estado tiene con ellos. En la misma línea, la vicepresidenta, Lady Camones, dijo que «acaba de fallecer el mayor genocida terrorista en la historia de nuestro país. Hoy, […] volvemos a decir a viva voz: ¡terrorismo nunca más!». Perú Libre emitió un comunicado afirmando que condenan «las acciones terroristas en todas sus dimensiones, especialmente de Sendero Luminoso» y que la muerte de Guzmán debería servir para «iniciar una etapa de reconciliación nacional». El congresista Jorge Montoya resaltó que a Guzmán se le respetó sus derechos humanos, mientras él violó los de miles de peruanos. Días después, afirmó que promovería un proyecto de ley para que «los terroristas muertos sean incinerados y sus cenizas enviadas al fondo del mar».
La lideresa de Fuerza Popular, Keiko Fujimori, dijo que «Abimael y Sendero Luminoso no morirán mientras que el Estado no tome medidas definitivas». Por otro lado, el secretario general de Perú Libre, Vladimir Cerrón, consideró que el país debe reflexionar sobre «si las causales del terrorismo subversivo y de Estado han desaparecido o se mantienen». El expresidente Francisco Sagasti indicó por su parte mediante sus redes sociales que Guzmán había representado el más oscuro capítulo de horror y sangre en la historia del Perú.

## En la cultura popular
La novela de 1995 The Dancer Upstairs y la película de 2002 del mismo título se basan libremente en la captura de Guzmán cuando vivía en la casa de la profesora de danza Maritza Garrido Lecca en Lima. El personaje del "presidente Ezequiel" se basa en Guzmán.
Max Collini y Arturo Bertoldi, miembros de la banda italiana "Spartiti", escribieron una canción llamada «Sendero Luminoso» que transcribe de manera satírica un documento redactado a mediados de la década de 1980 por disidentes del grupo juvenil del Partido Comunista Italiano. En este documento, Guzmán se describe como la nueva guía política de un movimiento internacionalista en ascenso.